# Snæfellsjökull-Nationalpark
Der Snæfellsjökull-Nationalpark liegt im Westen von Island am westlichsten Ende der Halbinsel Snæfellsnes und ist einer von drei Nationalparks des Landes.

## Allgemeines
Am 28. Juni 2001 wurde der Nationalpark gegründet, um die Naturschätze rund um den Gletschervulkan Snæfellsjökull und Reste menschlicher Siedlungen – wie etwa die Überreste von Winterfischerhütten bei Dritvík – in dem Gebiet zu schützen und der Allgemeinheit zugänglich zu machen.
Der Nationalpark umfasst 170 km² und beinhaltet den äußersten westlichen Teil der Halbinsel Snæfellsnes. Die östliche Grenze des Nationalparks verläuft zunächst von ca. 1 km westlich des Dagverðarnes-Flugplatzes nach Norden, biegt dann um den Gletscher Snæfellsjökull, der sich fast zur Gänze im Nationalpark befindet, leicht nach Osten ab, um dann wieder nach Norden zu verlaufen. Beim östlichen Geldingafell macht die Grenze einen scharfen Knick nach Westen um ab dem westlichen Geldingafell in einem Bogen nach Nordnordwest zu verlaufen und ca. 1 km westlich von Hellissandur das Meer zu erreichen.
Das Hauptbüro befindet sich in Hellissandur, ein Ausstellungsraum seit 2004 in Hellnar. Ein Nationalparkwärter ist für den Nationalpark zuständig, in den Sommermonaten kommen noch weitere Mitarbeiter hinzu, die zum Beispiel die Ausstellungsräume in Hellnar betreuen oder geführte Wanderungen im Nationalpark, u. a. auf den Gletscher hinauf, durchführen.

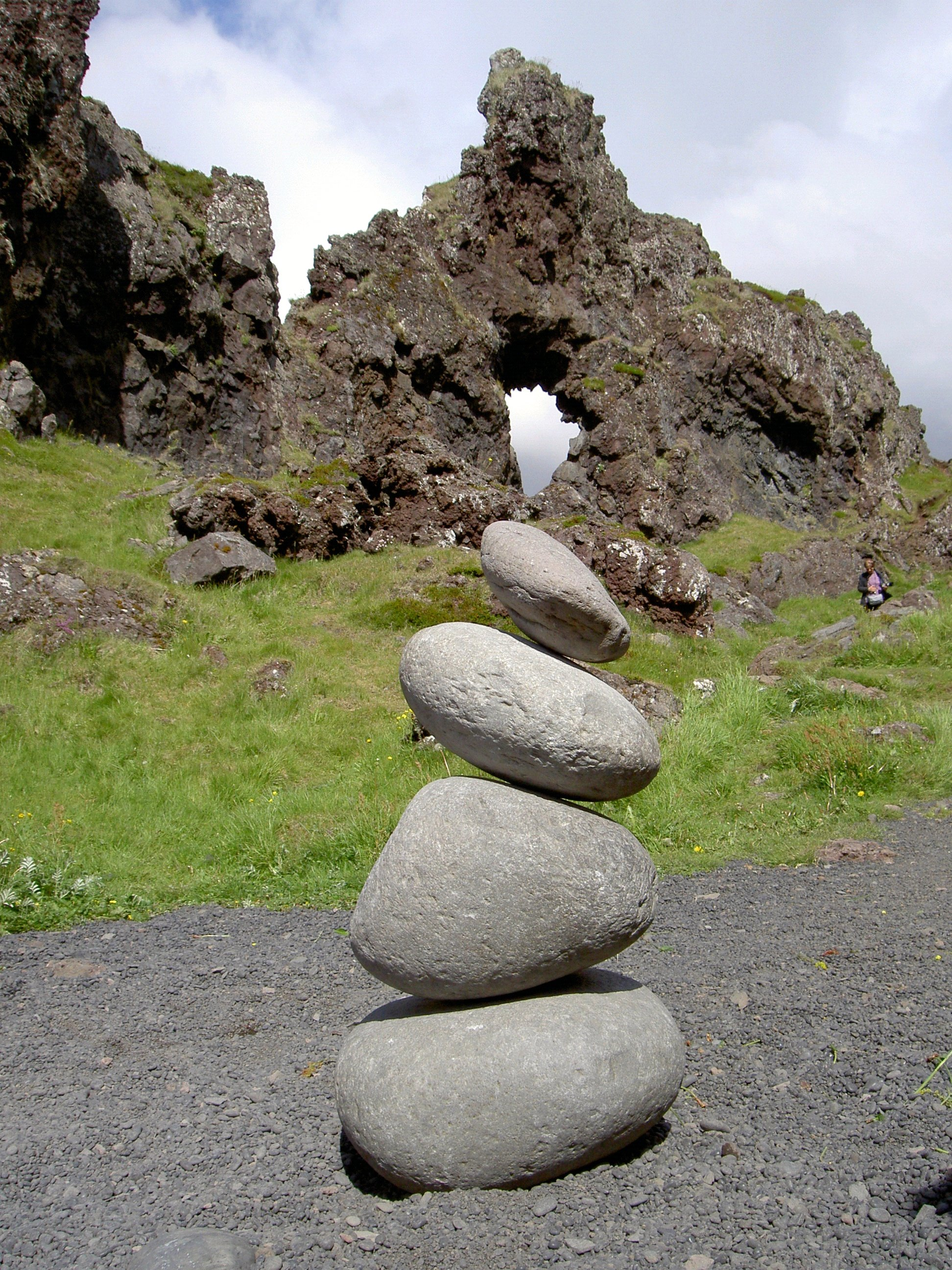
Am Djúpalónssandur
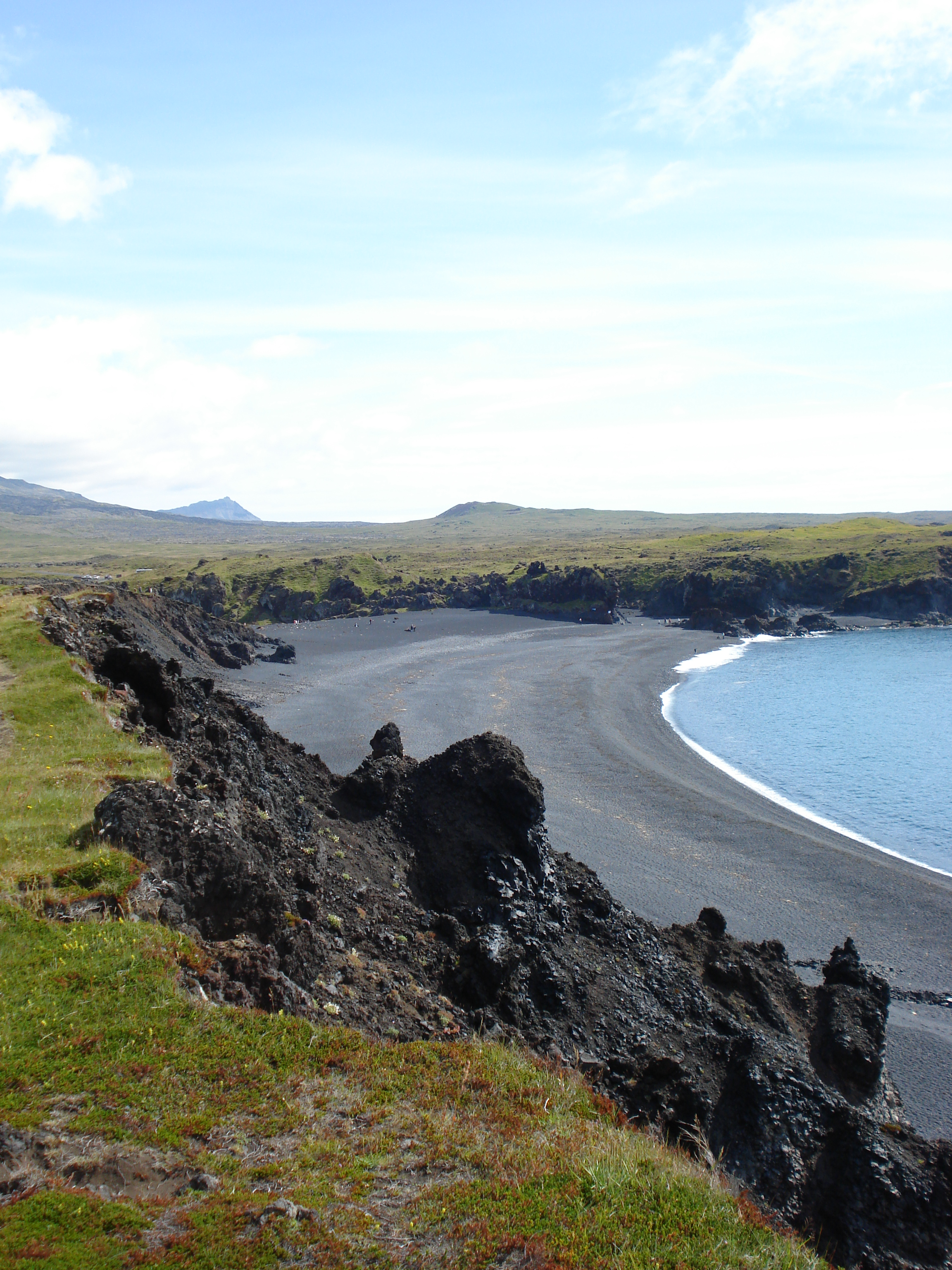
Am Djúpalónssandur
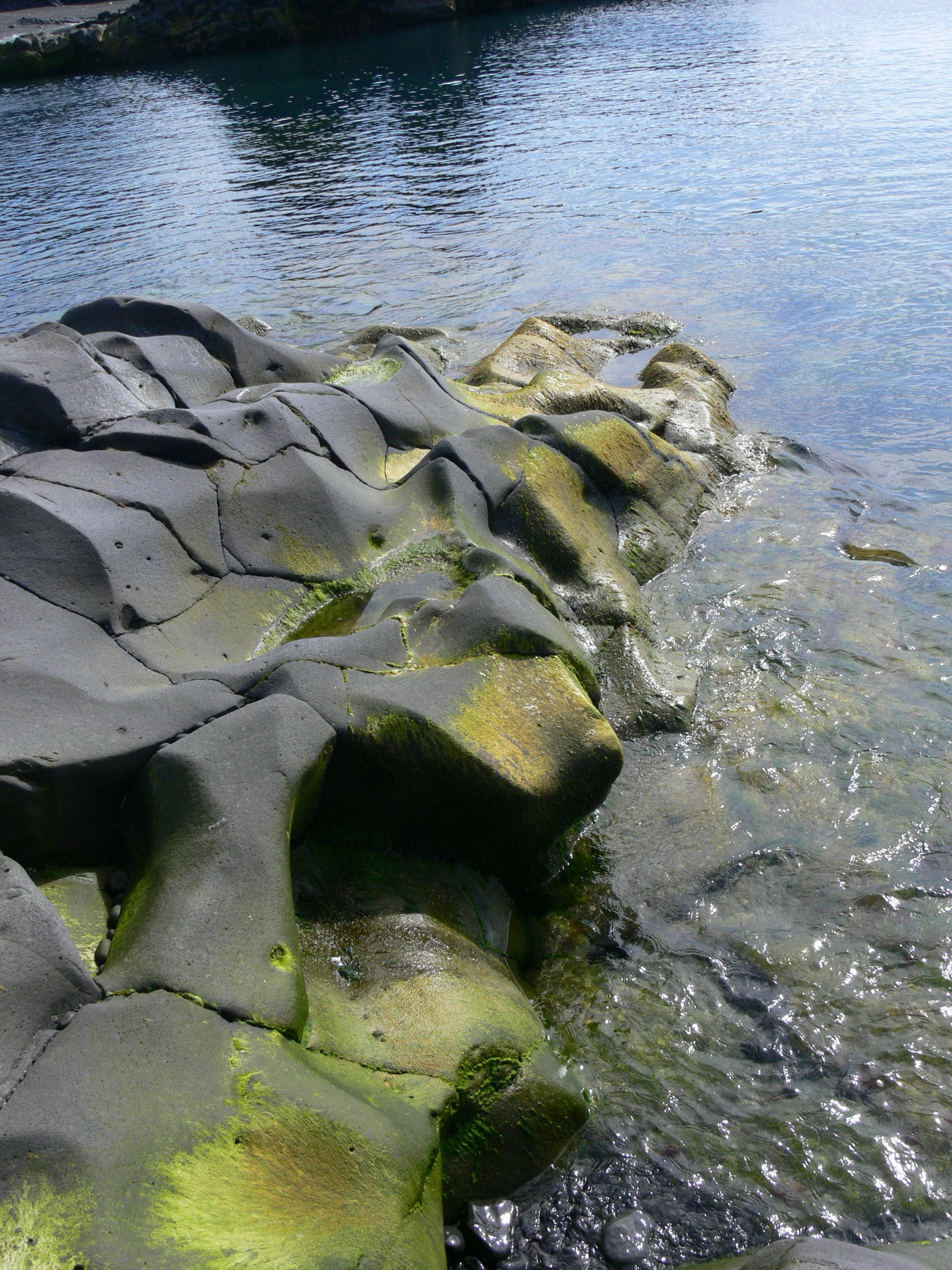
Basaltgestein am Meer bei Dritvík
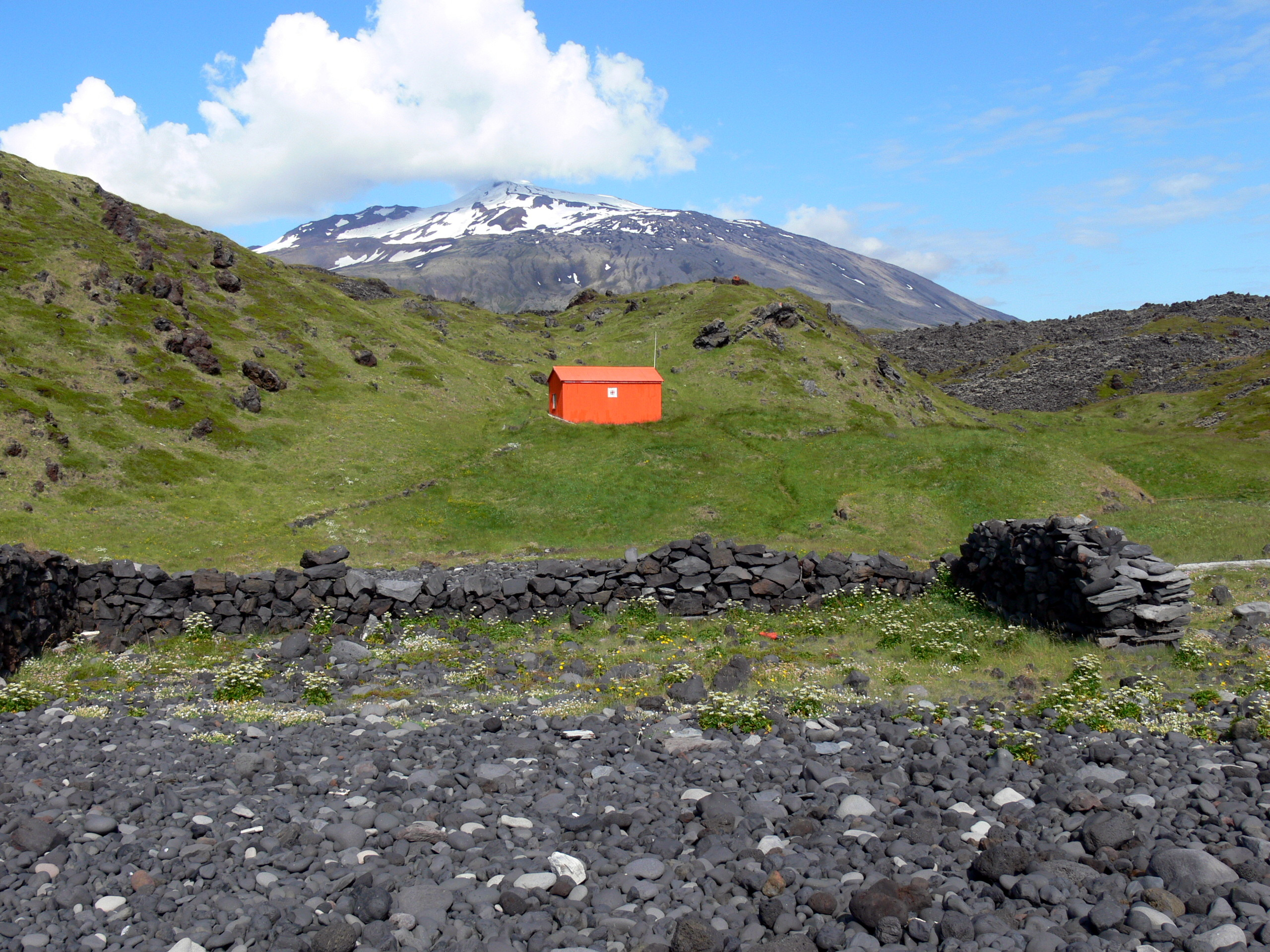
Überreste von Fischerhütten bei Dritvík

## Der Vulkan Snæfellsjökull und der Vulkanismus der Gegend
Der Vulkan Snæfellsjökull ist ein alter Zentralvulkan, der die Gegend hier schon seit vielen Jahrtausenden geprägt hat.
Seine letzten Ausbrüche waren vor ca. 4.000 und 1.750 Jahren.
Dabei hat er nachweislich auch kleinere Glutwolken und Gletscherläufe produziert.
Die vielen Krater und Lavafelder der Gegend sind auf die Ausbrüche in diesem Vulkansystem zurückzuführen, wie etwa die Krater Saxhóll oder Hólahólar.
Einige Ausbrüche fanden nachweislich zur Eiszeit statt. So entstanden etwa Bárðarkista und die nördlich dem heutigen Gletscher vorgelagerten Hügel unter einem Eiszeitgletscher und bestehen daher aus Palagonit.
Lóndrangar ist ein alter Ausbruchskanal, Svalþúfa Teil eines Kraters, der vermutlich wie die Insel Surtsey durch einen untermeerischen Ausbruch entstand.

## Zur Besiedelungsgeschichte der Gegend
Schon zur Landnahmezeit wurde die Gegend besiedelt. Man erkannte schnell ihre Vorteile, die vor allem in den sehr reichen Fischgründen rund um die Spitze der Halbinsel Snæfellsnes liegen.
Das erklärt, warum dies im 18. Jahrhundert eine der dichtest besiedelten Gegenden von ganz Island war. Zahlreiche Fischerdörfer mit allerdings ziemlich armer Bevölkerung befanden sich hier, zum Beispiel lebten in Dritvík bis zu 600 Mann während Fischsaison und etwa 200 Personen waren zu der Zeit dort fest ansässig.
Heute ist die Gegend von Hellnar bis Gufuskálar unbesiedelt.

## Fauna und Flora im Nationalpark

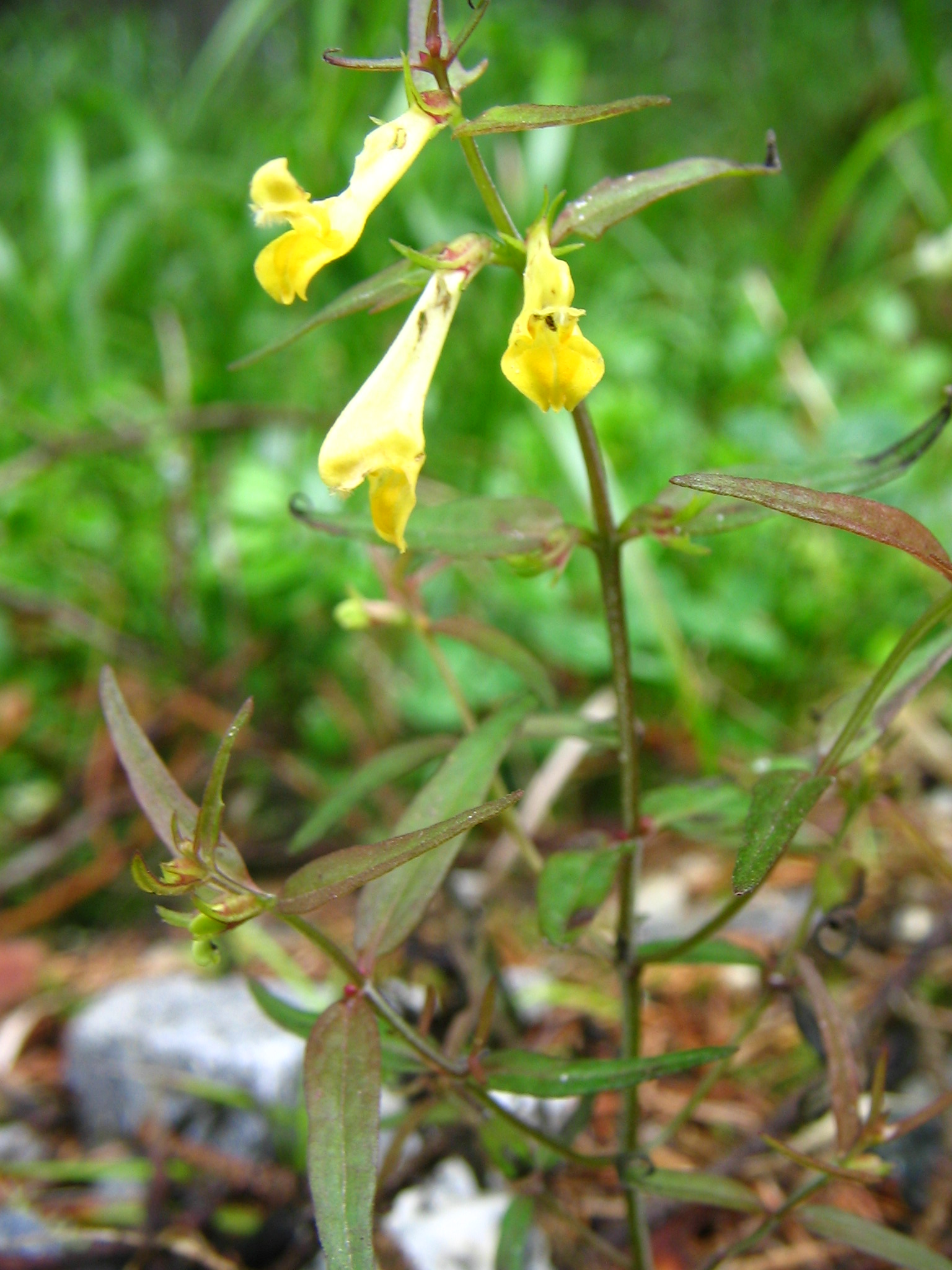
Wiesen-Wachtelweizen

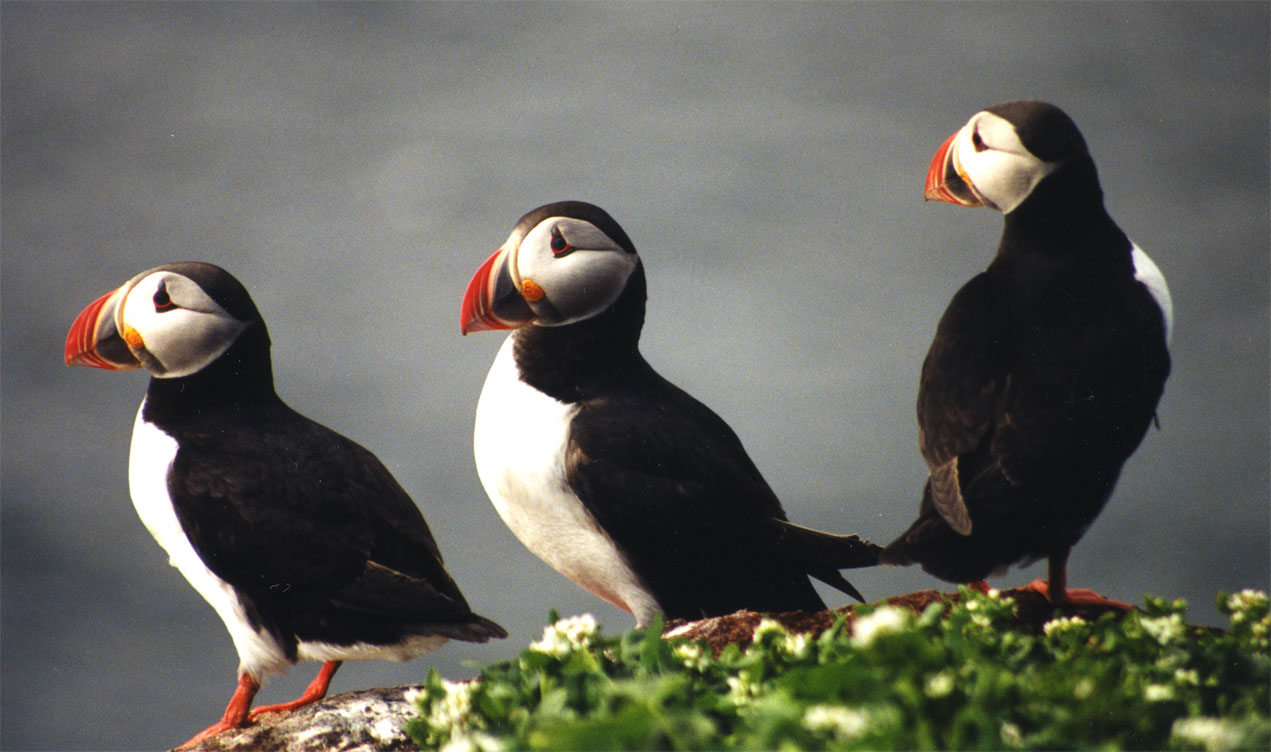
Papageientaucher

Der Boden der Gegend ist sehr porös und daher versickert wie im isländischen Hochland, zu dem die Gegend manchmal gerechnet wird, das Wasser schnell im Boden. Trotzdem findet man auf den Hügeln und in den Lavafeldern eine beträchtliche Vegetation.
Zahlreiche Moosarten haben sich hier angesiedelt. Wie in anderen isländischen Gegenden wachsen die Bäume nicht hoch, aber man findet hier Zwergbirken und die Silberweide.
Einige Pflanzen sind geschützt zum Beispiel der Wiesen-Wachtelweizen und die Einbeere.
Viele Seevögel brüten hier besonders auf den Meeresklippen. So kann man zum Beispiel am Þúfubjarg Papageientaucher, Dreizehenmöwen und Eissturmvögel beobachten. Auch einige Seeadler haben ihre Nester in den Bergen weiter im Inland.
Wie sie ernähren sich Marder und Polarfüchse von den kleineren Vögeln und ihren Eiern.

## Wanderwege
Zahlreiche markierte Wander- und Reitwege durchkreuzen den Park. Sie folgen oft den alten Saumpfaden, die bis zu Beginn des 20. Jahrhunderts hier die einzigen Verbindungswege waren.